# 梨树区
梨树区是黑龙江省鸡西市下辖的一个市辖区。區人民政府駐九道街。

## 行政区划
梨树区下辖5个街道办事处、1个镇：
街里街道、穆棱街道、平岗街道、碱场街道、石磷街道和梨树镇。

## 人口
根據第七次全国人口普查數據，截至2020年11月1日零時，梨樹區常住人口為39833人。
截止2010年，梨樹區總人口10萬。 漢族人口占94%，其餘為朝、蒙、回、壯等民族。